# فرانسیس فیشر
فرانسیس فیشر (به انگلیسی: Frances Fisher) یک بازیگر سینما، تلویزیون و تئاتر انگلیسی-آمریکایی است.

از فیلم‌های او می‌توان به بازی در فیلم قوانین جذابیت، هم‌اتاقی، میزبان، نابخشوده، خانه‌ای از شن و مه، جنایت حقیقی، پادشاهی، وکیل لینکلن، رستاخیز، در دره الاه، قانون‌شکنان و فرشتگان، حمله زن ۵۰ فوتی، سکس و مرگ ۱۰۱، به خانه خوش آمدید، یک زن تنها، بچه‌های سرسخت، جینی جونز و فیلم تایتانیک در نقش مادر رز، اشاره کرد.